# Epiplema pectinicornis
Epiplema pectinicornis är en fjärilsart som beskrevs av George Francis Hampson 1896. Epiplema pectinicornis ingår i släktet Epiplema och familjen Uraniidae. Inga underarter finns listade i Catalogue of Life.